# كبلر-20f
كيبلر 20 إف (بالإنجليزية: Kepler-20f)‏ الذي يرمز له بالرمز KOI-70.05، هو كوكب خارج المجموعة الشمسية، وأرض هائلة، في كوكبة القيثارة، يتبع Kepler-20.

## الاكتشاف
اكتشف في 20 ديسمبر 2011، وكانت طريقة الاكتشاف طريقة العبور.